# Йосиф Філіпович фон Філіпсберг
Йосиф Філіпович фон Філіпсберг, барон фон Філіпсберг або Йосиф Філіпович (нім. Joseph Philippovich von Philippsberg; 28 квітня 1818 ― 6 серпня 1889) ― австро-угорський воєначальник хорватського походження, фельдцейхмейстр. Барон.

## Біографія
Йосиф Філіпович народився у родині військових, батько — капітан Леопольд Філіпович фон Філіпсберг, молодший брат Йосифа Філіповича, Франц, також був австро-угорським воєначальником, фельдцейхмейстером. Двоюрідний брат ― вчений-економіст Ойген Філіпович фон Філіпсберг.
Вступив на австрійську військову службу в 1836 році, вчився в військово-інженерному училищі в Тульн-ан-дер-Донау. В 1839 році випущений лейтенантом. Продовжив здобувати освіту в Військово-географічному інституті Відня, спеціалізувався в картографії.
Революцію 1848 року зустрів в званні майора Вараждинського полку прикордонної охорони. Відзначився на посаді заступника начальника штабу 1-го армійського корпусу Йосипа Єлачича під час придушення повстання в Угорщині.
27 грудня 1856 року Філіпович одружився з Леонтіною фон Джоельсон.
В 1857 році полковник, командир 5 полку прикордонної охорони. В 1859 році отримав чин генерал-майора, став командиром бригади.
Під час Австро-італо-французької війни 1859 року воював в складі 6 армійського корпусу, учасник битви під Сольферіно. 20 березня 1860 року удостоєний спадкового титулу барона.

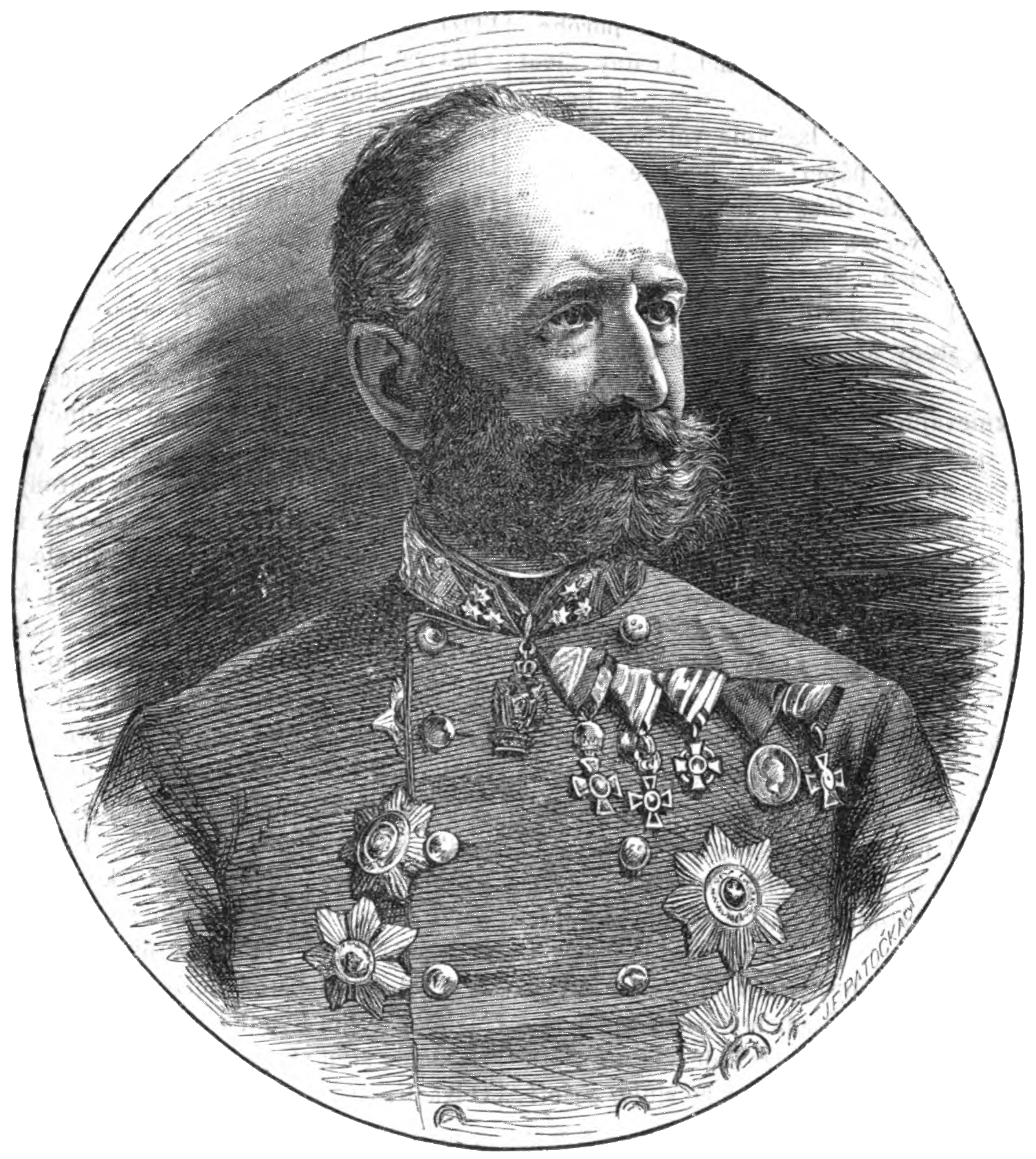
Йосиф Філіпович. 1878 р.

З 1865 по 1869 рік він був губернатором Далмації. Під час Австро-прусської війни 1866 року брав участь в бойових діях в Богемії, був ад'ютантом графа Карла фон Тун-унд-Гогенштейна, відрядженого генерала при 2 армійському корпусі. З 1867 р. по 1889 р. його іменем був названий 35-й полк піхоти і обіймав цю посаду до своєї смерті.
Після війни ― фельдмаршал-лейтенант, командир дивізії, розквартированої в Відні, потім командир військового округу в Тіролі і Форарльбергу. З 1871 року ― член Таємної ради. В 1872 році переведений в Брно. В січні 1874 року удостоєний звання фельдцейхмейстера. В червні того ж року призначений командиром військового року в Богемії.
В червні 1878 року, після закінчення Берлінського конгресу, командував 13 армійським корпусом під час окупації Австро-Угорщиною Боснії і Герцоговини.
В 1880 році повернувся в Відень, в 1882 р. призначений командиром військового округу в Богемії з штаб-квартирою в Празі. В грудні 1882 року призначений командиром розміщеного там ж 8 армійського корпусу.
Помер у Празі та похований на Ольшанських кладовищах.

## Нагороди
Австро-Угорщина:
- Командорський хрест Військового ордена Марії Терезії (2 травня 1879 р.);
- Орден Залізної корони II класу (17 грудня 1859);
- Лицарський хрест Королівського угорського ордена Святого Стефана (1865 р.);
- Лицарський хрест Ордена Леопольда (1849 р.);
- Хрест «За військові заслуги» ІІІ класу (1848 р.);
- Військова медаль;
- Хрест «За 50 років служби»;

Османська імперія:
- Орден Меджида І ступеня;

Російська імперія:
- Орден Святого Володимира І ступеня.